# Vikingos de Lynwood
Los Vikingos de Lyndwood son una pandilla compuesta por agentes de policía del Departamento del Sheriff del Condado de Los Ángeles (LASD). Los Vikingos, anteriormente basados en la ahora desaparecida estación Lynwood, están compuestos por alguaciles adjuntos del LASD.
Entre los miembros de los Vikingos se incluye al ayudante del sheriff de Los Ángeles, Paul Tanaka. El juez federal Terry J. Hatter Jr. describió a los Vikingos como una «pandilla neonazi de supremacía blanca» involucrada en ataques por motivos raciales. El informe de la Comisión Kolts de 1992 afirmó que no había pruebas de la existencia de pandillas de policías racistas, pero algunos miembros de vikingos participaron en actos brutales y de actividad pandillera. Otras fuentes han descrito a los vikingos como una organización social.

## Antecedentes
La primera pandilla de policías del Departamento del Sheriff del Condado de Los Ángeles (LASD), los Little Devils, fue fundada en la Estación Este de Los Ángeles en 1971 y tenía una membresía abrumadoramente blanca entre los agentes que patrullaban las comunidades afroamericanas e hispanas.  Los Grim Reapers con base en Lennox y los Regulators con base en Century Station son bandas más recientes. Otras pandillas del LASD incluyen a los Hats, los Jump Out Boys, los 2000 Boys y los 3000 Boys.
La Comisión Kolts de 1992 sobre brutalidad policial concluyó que camarillas como los Vikingos se encontraban especialmente en zonas de Los Ángeles con grandes poblaciones minoritarias, pero no "demostró de forma concluyente la existencia de pandillas de agentes racistas". El exsheriff Lee Baca, si bien se opone a las conductas de las pandillas policiales, ha declarado que prohibirlas sería inconstitucional.

## Historia
Los Vikingos son considerados una de las primeras y más notorias pandillas de policías del LASD.  Entre los tatuajes vikingos se encuentra el símbolo "998", que significa "tiroteo en el que está involucrado un oficial", lo que indica que el oficial le ha disparado a alguien. El ex subsheriff del LASD, Jerry Harper, describió los tatuajes 998 como "una señal de orgullo". La estación de Lynwood tenía un mapa del distrito con la forma de África, y sus paredes mostraban caricaturas racistas de hombres negros.
En 1988, un año después de unirse a los Vikingos, el agente Paul Tanaka fue mencionado en una demanda por homicidio culposo, que el LASD resolvió pagando casi un millón de dólares. El caso se refería al asesinato a tiros de un joven coreano por parte de Tanaka. Al año siguiente, Baca envió al capitán Bert Cueva, un oficial de ascendencia latinoamericana, para "erradicar este fenómeno vikingo"; sin embargo, Cueva no tuvo éxito y dejó su puesto en 1992.
Los Vikingos saltaron a la fama por primera vez en 1990, cuando un litigio por mala conducta demandó al LASD y sus clubes de racismo y violencia racista. Los abogados que demandaron al LASD afirmaron que sus clientes fueron golpeados, baleados y acosados, y exigieron saber si los presuntos perpetradores tenían tatuajes de vikingos en sus tobillos.
En 1996, el juez Hatter ordenó que el LASD pagara 9 millones de dólares en multas por demandas causadas por los Vikings. El sheriff Sherman Block se opuso a la decisión del juez, calificándola de "irracional y errónea".  y afirmó que no existía evidencia que demostrara que los vikingos eran un grupo racista.[cita requerida] Cuando Baca confrontó a los agentes sobre su membresía en Vikingos en 1997, los superiores del LASD le advirtieron que no molestará a los oficiales y provocara una reacción violenta.
En 2011, Francisco Carillo Jr., un prisionero anteriormente condenado a 20 años por acusaciones de asesinato, demandó al LASD y a uno de sus agentes, Craig Ditsch, diciendo que había sido incriminado por los Vikingos de Lynwood. Carrillo denunció de que el agente y sus compañeros vikingos habían intimidado a un testigo clave para que hiciera declaraciones falsas. Fue liberado en 2013, después de que los testigos se retractaran.